# Pristova
Pristova – wieś w Słowenii, w gminie Dobrna. W 2018 roku liczyła 107 mieszkańców.